# Luckin Coffee
 (août 2020).
Luckin Coffee est une entreprise chinoise spécialisée dans la gestion de café. Elle est fondée en 2017.

## Histoire
En 2020, des révélations de Muddy Waters en janvier 2020 accusent Luckin Coffee de fraudes comptables. En avril 2020, Luckin Coffee annonce le licenciement de certains de ses cadres dirigeants, de par cette fraude comptable qui porte sur un gonflement d'équivalent de 290 millions d'euros de son chiffre d'affaires, soit près de la moitié de celui-ci. Le Nasdaq suspend la cotation du groupe en juin 2020,
Depuis lors, Luckin Coffee a restructuré sa dette et a remplacé une grande partie de sa direction pour se relever de cette crise. En 2022, l'entreprise a annoncé qu'elle avait émergé de la faillite et continue de fonctionner avec environ 20 000 magasins en juillet 2024.